# Velika nagrada La Baule 1932
Velika nagrada La Baule 1932 je bila dvaindvajseta neprvenstvena dirka v sezoni Velikih nagrad 1932. Odvijala se je 17. avgusta 1932 v francoskem mestu La Baule.

## Rezultati

### Dirka
| Poz | Št | Dirkač                  | Moštvo     | Dirkalnik          | Krogi | Čas/Odstop |
| --- | -- | ----------------------- | ---------- | ------------------ | ----- | ---------- |
| 1   | 3  | William Grover-Williams | Privatnik  | Bugatti T54        | 25    | 1:01:57.2  |
| 2   | 11 | Guy Bouriat             | Privatnik  | Bugatti T51        | 25    | 1:03:25.0  |
| 3   | 18 | Benoît Falchetto        | Privatnik  | Bugatti T35B       | 25    | 1:05:15.2  |
| 4   | 4  | Jean de Maleplane       | Privatnik  | Maserati 26M       | 25    | 1:05:45.6  |
| 5   | 28 | A. Ducouret             | Privatnik  | Bugatti T35B       | 25    | 1:13:30.6  |
| 6   | 2  | Ferdinand Montier       | Privatnik  | Ford Speciale      | 25    | 1:14:26.4  |
| 7   | 28 | Odette Siko             | Privatnik  | Alfa Romeo 6C-1750 | 25    | 1:23:01.8  |
| 8   | 17 | Max Fourny              | Privatnik  | Bugatti T35C       | 25    | 1:29:52.0  |
| 9   | 34 | Louis Desvaud           | Privatnik  | Amilcar C6         | 25    | 1:28:24.0  |
| 10  | 29 | Lucy Schell             | Privatnica | Alfa Romeo 6C-1750 | 25    | 1:29:14.0  |
| 11  | 32 | André Rossignol         | Privatnik  | Chenard-Walcker    | 25    | 1:29:55.0  |
| Ods | 21 | »Mlle Helle-Nice«       | Privatnica | Bugatti T35C       |       |            |
| Ods | 16 | Marcel Lehoux           | Privatnik  | Bugatti T51        |       |            |